# Онума (озеро, округ Соя)
Онума (Сюпунто-Нума; яп. 大沼) — пресноводное дистрофное озеро на побережье северной оконечности японского острова Хоккайдо. Административно располагается на территории города Вакканай, входящего в состав округа Соя в префектуре Хоккайдо Относится к бассейну реки Коэтои-Гава, впадающей в залив Соя. В 1993 году на базе озера создана особо охраняемая природная территория (категория МСОП — IV) площадью 8,54 км².
Озеро Онума морского происхождения. Имеет округлую форму. Находится на высоте 1 м над уровнем моря. Площадь озера составляет 4,86 км² (по другим данным — 4,67 км²). Наибольшая глубина — 2,2 м, средняя — 1,6 м. Протяжённость береговой линии — 10 км. С юго-восточной стороны впадает река Макубецу-Гава, с южной — река Саракитоманай-Гава. Через протоки на востоке сообщается с рекой Коэтои-Гава.